# Samoeil Marsjak

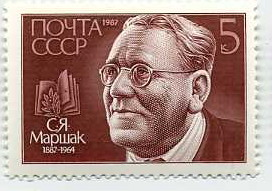
Samoeil Marsjak op een Russische postzegel uit 1987

Samoeil Jakovlevitsj Marsjak, (Russisch: Самуи́л Я́ковлевич Марша́к) (Voronezj, 23 oktober 1887 - Moskou, 4 juli 1964) was een Russisch schrijver en dichter, vooral bekend geworden door zijn kinderpoëzie.

## Leven en werk
Marsjak werd geboren in een welgestelde Joodse familie. In 1901 verhuisde hij met zijn ouders naar Sint-Petersburg. Vanaf 1907 publiceerde hij gedichten in diverse almanakken en werd een protegé van Vladimir Stasov. In de periode 1913-1914 studeerde hij filosofie in Londen, waar hij een sterke affiniteit ontwikkelde met de Engelse cultuur. Terug in Rusland ging hij samen met zijn vrouw werken in weeshuizen en begon hij zich steeds meer toe te leggen op kinderliteratuur. Hij zou uiteindelijk vooral bekendheid verwerven als kinderdichter, maar schreef ook sprookjes, liedjes en raadsels. Succes had hij verder met De twaalf maanden, een komedie voor kinderen.
Marsjak maakte ook naam als vertaler van Engelse poëzie naar het Russisch, onder andere van William Shakespeare, William Blake en Robert Burns. Eind jaren veertig ontliep hij als Jood ternauwernood arrestatie tijdens Stalins anti-kosmopolietencampagne. Onder Chroesjtsjov werd hij weer in ere aangenomen. In 1963 ontving hij de Leninprijs voor zijn gehele oeuvre. Hij overleed in 1964, 76 jaar oud.
Diverse kindergedichten van Marsjak verschenen ook in Nederlandse vertaling, onder andere bij Uitgeverij Van Oorschot in de verzamelbundel Bij mij op de maan en separaat in Alles klaar! Pompen maar!

## Primaire bron
- A. Bachrach e.a.: Encyclopedie van de wereldliteratuur, 1980, deel 6, blz. 119, Bussum